# Antoine Gérard
Pour les articles homonymes, voir Gérard.
Antoine Gérard, né le 15 juin 1995 à Remiremont, est un skieur français spécialiste du combiné nordique.
Il participe aux championnats du monde en 2015, 2017, 2019 et 2021, ainsi qu'aux Jeux olympiques en 2018 et 2022. En décembre 2017, il réalise un podium par équipe en coupe du monde.

## Carrière

### Enfance et vie personnelle
Il a deux frères, Julien et Tanguy avec qui il pratique différents sports dans le jardin de la maison familiale à Ventron.
Il est diplômé de l'université de Savoie.

### Débuts et arrivée en équipe de France
Antoine Gérard prend part à ses premières compétitions internationales junior en 2011.
Il étudie au lycée de Gérardmer afin de bénéficier du Sport-étude. Après des débuts en Alpen Cup, il participe aux championnats du monde junior de ski nordique 2015 puis il participe en tant que cinquième homme aux championnats du monde de ski nordique 2015. Il termine la saison en coupe du monde. En 2016-2017, la régularité des résultats de ce bon fondeur légitime sa place au sein de l'équipe de France. En effet, il signe une 10e place à Chaux-Neuve et il se classe 33e du classement général de la compétition. Lors des championnats du monde, il participe à trois courses et il termine notamment 18e et 26e des deux courses individuelles.
Il commence la saison 2017-2018 par deux cinquièmes places à Ruka et une semaine plus tard il signe son premier podium par équipes à Lillehammer. Début janvier 2018, il participe aux courses de Klingenthal en coupe continentale où il signe notamment sa première victoire internationale,.
Aux Jeux olympiques de Pyeongchang, il est 26e et 32e en individuel et cinquième par équipes.
Pour ses troisièmes mondiaux en 2019, il parvient à réaliser un top dix avec une huitième place à l'épreuve grand tremplin. À l'été 2019, il gagne sa première manche du Grand Prix à Oberhof. La saison 2019/2020 d'Antoine Gérard est plus compliquée notamment en raison de difficulté en saut à ski.
En mai 2024, il annonce sa retraite sportive.

## Style, personnalité et caractéristiques
Antoine Gérard est passionné de sport en général. Il est considéré par son entraîneur, Jérôme Laheurte comme « un fondeur ». Ce dernier considère que dans les bonnes journées, il fait partie des cinq meilleurs fondeurs de la coupe du monde.

## Palmarès

### Jeux olympiques d'hiver
| Épreuve / Édition   | Individuel     | Individuel     | Par équipes Grand tremplin |
| Épreuve / Édition   | Petit tremplin | Grand tremplin | Par équipes Grand tremplin |
| JO 2018 Pyeongchang | 26e            | 32e            | 5e                         |
| JO 2022 Pékin       | Disqualifié    | 14e            | 5e                         |

### Championnats du monde
Il est sélectionné pour les Mondiaux 2015 où il prend la 35e place à l'épreuve individuelle sur tremplin normal. En 2017, il est 26e et 18e en individuel puis 7e par équipes.
| Épreuve / Édition        | Individuel     | Individuel     | Par équipes           | Par équipes           |
| Épreuve / Édition        | Petit tremplin | Grand tremplin | Grand tremplin Sprint | Petit tremplin Relais |
| Mondiaux 2015 Falun      | 35e            | -              | -                     | -                     |
| Mondiaux 2017 Lahti      | 26e            | 18e            | -                     | 7e                    |
| Mondiaux 2019 Seefeld    | 11e            | 8e             | 6e                    | 6e                    |
| Mondiaux 2021 Oberstdorf | 23e            | 29e            | -                     | 6e                    |

### Coupe du monde
Il fait ses débuts en Coupe du monde le 19 décembre 2015 à Ramsau. Son meilleur résultat individuel est une 5e place à Ruka, à deux reprises, les 25 et 26 novembre 2017. Il décroche son premier podium par équipes en Coupe du monde (3e place) à Lillehammer le 2 décembre 2017 lors de l'épreuve par équipe en compagnie de François Braud, Maxime Laheurte et Jason Lamy-Chappuis.

#### Classements en Coupe du monde
| Année     | Classement général final |
| 2015-2016 | 43e                      |
| 2016-2017 | 33e                      |
| 2017-2018 | 25e                      |
| 2018-2019 | 26e                      |
| 2019-2020 | 26e                      |
| 2020-2021 | 32e                      |
| 2021-2022 | 37e                      |
| 2022-2023 | 31e                      |

### Coupe continentale
Il réalise son premier départ le 24 janvier 2015 à Planica. Il signe une victoire et une deuxième place à Klingenthal en janvier 2018.
| Année     | Classement général final |
| --------- | ------------------------ |
| 2014-2015 | 73e                      |
| 2015-2016 | 18e                      |
| 2017-2018 | 26e                      |

### Championnats du monde juniors
Il participe aux Championnats du monde juniors de 2015 à Almaty. Il y décroche une cinquième place par équipes et une huitième place en individuel.
| Épreuve / Édition    | Épreuve / Édition    | Almaty 2015 |
| -------------------- | -------------------- | ----------- |
| Gundersen individuel | Gundersen individuel | 8e          |
| Sprint               | Sprint               | 15e         |
| Par équipes          | Par équipes          | 5e          |

### Grand Prix d'été
- Il a participé aux éditions :
  - 2015 (3 départs) ;
  - 2016 (4 départs, dont deux douzièmes places consécutives) ;
  - 2017 (5 départs) ;
  - 2018 (2 départs) ;
  - 2019 :
    - une victoire, le 1er septembre, à Oberhof ;
    - une troisième place, le 4 septembre, à Tschagguns ;
    - une deuxième place, le 8 septembre, à Planica.

| Année | Classement général final |
| ----- | ------------------------ |
| 2015  | Non classé               |
| 2016  | 17e                      |
| 2017  | 34e                      |
| 2018  | 46e                      |
| 2019  | 3e                       |
| 2021  | 14e                      |
| 2022  | 9e                       |

### Coupe OPA
Nombreuses participations, la première le 4 mars 2012 à Chaux-Neuve.